# یواس‌اس مونتری (سی‌جی-۶۱)
یواس‌اس مونتری (سی‌جی-۶۱) (به انگلیسی: USS Monterey (CG-61)) یک کشتی است که طول آن 567 feet (173 m) می‌باشد. این کشتی در سال ۱۹۸۸ ساخته شد.